# 拉薩·韋狄
拉扎爾·韋迪奇（1989年7月10日—），生於南斯拉夫斯科普里，塞爾維亞足球運動員，司職前鋒，現時效力塞爾維亞足球甲級聯賽球會威蘭傑戴拿模。

## 球員生涯
韋迪奇生於南斯拉夫斯科普里，於2010年在當地著名球會拉德尼基展開球員生涯，到2012年1月首度外流加盟波斯尼亞超級聯賽球會斯拉域查，直到2015年7月來亞洲發展加盟緬甸國家聯賽球會伊洛瓦底聯，到2016年1月再外流直布羅陀超級聯賽球會山貓，接著返回祖國回歸拉德尼基，到2016年9月他來港加盟甲組球會東區，並上陣11場錄得2球進帳，而搶眼的表現讓他獲港超聯以青年球員為主的球隊標準灝天垂青，於2017年1月轉會，而他更於5月6日對和富大埔的聯賽，取得加盟後的首個入球，協助灝天以3–3賽和對手，而他於季尾協助標準灝天於11支球隊中，獲得第9護級成功，可是最終因交還管理權問題而解散，而韋迪奇就於2017年8月返回祖國加盟塞爾維亞甲組聯賽球會威蘭傑戴拿模。

## 外部連結
- 香港足球總會網頁球員註冊資料 （页面存档备份，存于）